# Patellapis interstitialis
Patellapis interstitialis är en biart som först beskrevs av Cameron 1903.  Patellapis interstitialis ingår i släktet Patellapis och familjen vägbin. Inga underarter finns listade i Catalogue of Life.